# Supercoppa saudita 2018
La Saudi Super Cup 2018 si è disputata il 18 agosto 2018 al Loftus Road di Londra. La sfida ha visto contrapposte l'Al-Hilal, vincitore del Campionato saudita e l’Al-Ittihad, vincitore della King Cup.

## Tabellino
| Arbitro: | Cüneyt Çakır |

|                              |           |               |
| Carlos Eduardo 34’ Rivas 61’ | Marcatori | 66’ El Ahmadi |